# 三楽 (浮世絵師)
三楽（さんらく、生没年不詳）とは、江戸時代の浮世絵師。

## 来歴
出自・経歴は一切不明。出光美術館所蔵の肉筆美人画「立姿美人図」（紙本着色）に「三楽圖」の落款と「弘明」の朱文方印があり、この絵の作者とされている。宝暦頃の作品とされる「立姿美人図」は薄物の着物を着て手拭を使う女を描き、画面上部には「鬢なをし　汗ふひて息　ほとゝき□（す）」の賛がある。画面の傷みが激しく、所々に金箔が撒かれているが後の時代に施されたものと見られる。